# Biserica de lemn din Cacova Ierii

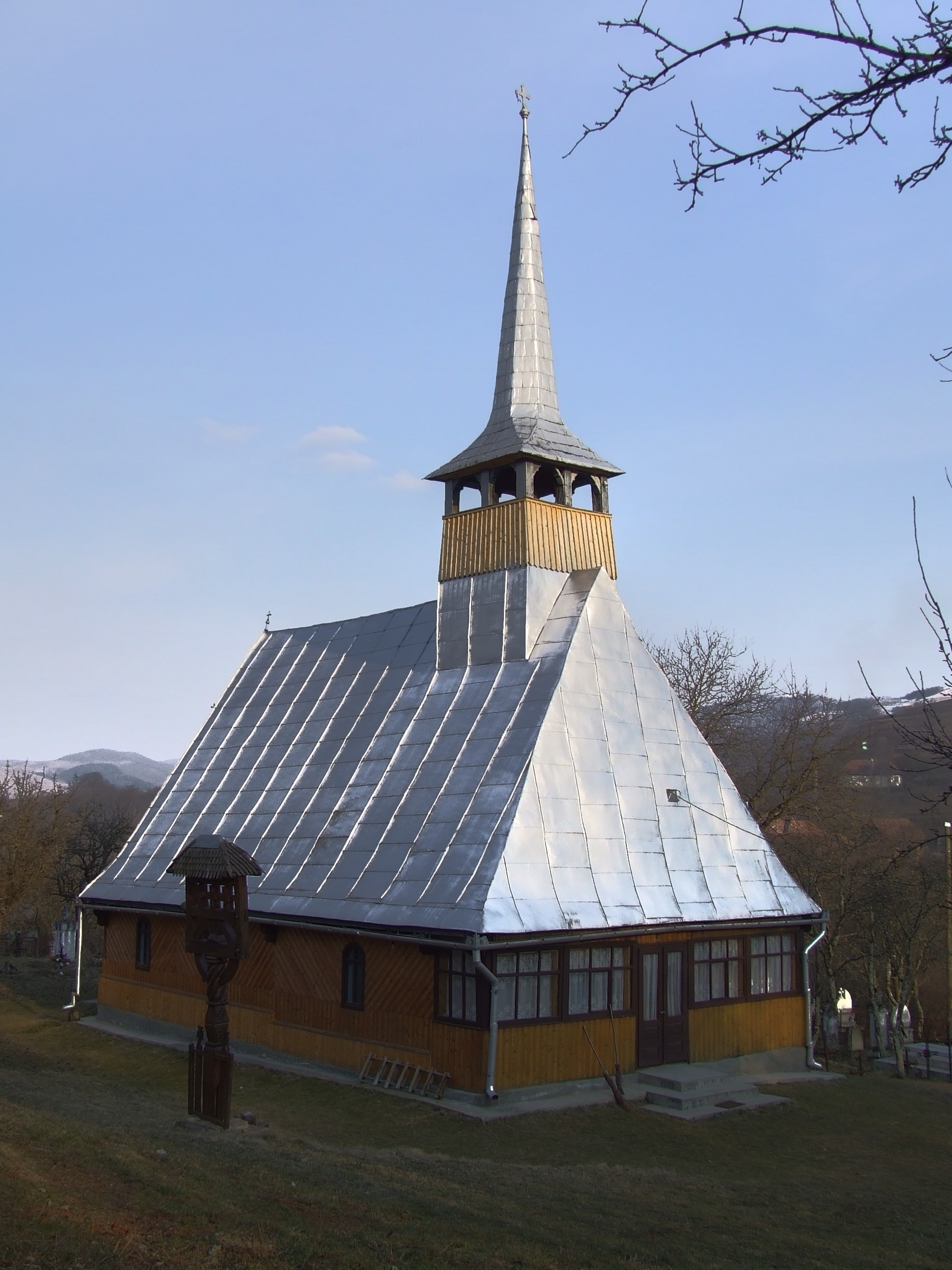
Biserica de lemn din Cacova Ierii

Biserica de lemn din Cacova Ierii, comuna Iara, județul Cluj, are hramul „Înălțarea Domnului”. Lăcașul nu se află pe lista monumentelor istorice. 
Adusă din Ocoliș, județul Alba, biserica este folosită încă de comunitate. Până în 1948 biserica a fost folosită de credincioșii ortodocși, în timp ce credincioșii români uniți foloseau o altă biserică de lemn, construită la 1910. 

## Istoric
Loc de desfășurare a confruntărilor dintre Simion Balint și Ioan Ciurileanu pe de-o parte și forțele contrarevoluționare pe de altă parte în timpul revoluției de la 1848, localitatea Cocova Ierii a suferit pierderi semnificative. Printre acestea și vechea biserică de lemn. După reintrarea vieții de zi cu zi în normal, comunitatea a încercat șă își refacă și viața spirituală, construind în perioada 1852-1854 actuala biserică de lemn. Purtând hramul „Sfintei Treimi” biserica a fost adusă din localitatea Ocoliș, comitatul Alba. Acest moment este amintit de câteva inscripții care încă se mai păstrează în biserică. Există și unele opinii care afirmă că biserica ar fi edificată de către comunitate, nefiind adusă din Ocoliș.
După 1989 comunitatea greco-catolică nu s-a refăcut, iar biserica uniților construită la 1910 a rămas pustie.

## Trăsături
Construită din lemn de stejar, biserica este alcătuită, sub aspectul planimetriei, dintr-un naos și pronaos dreptunghilar la care se adaugă absida altarului, decroșată cu cinci laturi. În partea de vest, biserica are un pridvor. Interiorul este acoperit cu o boltă semicilindrică în naos, iar pronaosul este tăvănit.
Biserica a suferit mai multe renovări, fiind acoperită inițial cu șindrilă, apoi cu țiglă, iar din 1960 a fost acoperită cu tablă.
În Ocoliș, biserica veche de lemn a fost înlocuită de un amplu edificiu din zidărie, ridicat în anul 1910. S-au păstrat totuși icoanele împărătești, pe lemn, ce au suferit, din păcate, o repictare stângace în 1910. S-au recopiat inscripțiile chilirice ce transmit importante elemente de datare și aparență. Pe icoana „Deisis” apare „1734 mst... Văsilie Zugravul”, iar pe „Arhanghelul Mihail” „AnD(o)mnului 1731 mst acto(m)vrie, aiaste icoane le-au făcut Văsălie Zugravul”. Alături de icoane s-a trensmis și un valoros fond de carte veche: „Carte românească de învățătură”, Iași 1643 (fragmente), „Pravila de la Govora”, 1654, „Evanghelie”, București 1723, „Sinopsis”, Râmnic 1783, „Predici”, 1765, „Liturghier”, Blaj 1807.